# Bourreria venosa
Bourreria venosa là loài thực vật có hoa trong họ Mồ hôi. Loài này được (Miers) Stearn mô tả khoa học đầu tiên năm 1971.